# Барсуки (Лёховская волость)
Барсуки — деревня в Невельском районе Псковской области России. Входит в состав сельского поселения «Лёховская волость».
Находится в 4 верстах к северу от деревни Лёхово и в 29 верстах к юго-востоку от города Невеля.

## Население
Численность населения деревни на конец 2000 года составляла 7 жителей.